# Leskołowo
Leskołowo (ros. Лесколово) – wieś (dieriewnia) w Rosji, w obwodzie leningradzkim, w rejonie wsiewołożskim. W 2010 liczyła 4279 mieszkańców.